# Східний ВТТ у складі Будівництва 500
Східний ВТТ (рос. Восточный ИТЛ в составе Строительства 500) — підрозділ, що діяв в системі виправно-трудових установ СРСР.

## Історія
Східний ВТТ у складі Будівництва 500 був створений в 1943 році. Управління Східного ВТТ у складі Будівництва 500 розташовувалося в селищі Совєтська Гавань (нині місто з однойменною назвою), Хабаровський край. В оперативному командуванні він підпорядковувався Управлінню будівництва 500.
Максимальна одноразова кількість ув'язнених могла становити більше 20 500 чоловік.
Східний ВТТ у складі Будівництва 500 був закритий 1947 році.

## Діяльність
Основним видом виробничої діяльності ув'язнених було будівництво залізничної лінії Комсомольськ — Совєтська Гавань на ділянці від Совєтської Гавані до відрогів Сіхоте-Алінь.

## Кількість ув'язнених
- січень 1944 — 12 977,
- 1.1.1945 — 20 553,
- 1.1.1946 — 10 157,
- 1.1.1947 — 3122.